# Serik Jeleuov
Serik Samatuly Jeleuov (kazakiska: Серік Саматұлы Елеуов), född 15 december 1980 i Quaraghandy, Kazakiska SSR, är en kazakstansk boxare som tog OS-brons i lättviktsboxning 2004 i Aten.